# Caloria elegans
Espèce
Synonymes
- Caloria maculata Trinchese, 1888
- Eolis elegans Alder & Hancock, 1845

Caloria elegans est une espèce de nudibranches de la famille des Facelinidae. Il s'git de l'espèce type, définie initialement sous le nom de Caloria maculata.
Elle est trouvée dans les eaux européennes dans le nord de l'océan Atlantique et en Méditerranée.